# 三島村 (高知県)
三島村（みしまむら）は、高知県香美郡にあった村。現在の南国市久枝・下島・物部にあたる。

## 地理
- 海洋：土佐湾
- 河川：物部川、秋田川、後川放水路

## 歴史
- 1889年（明治22年）4月1日 - 町村制の施行により、久枝村・下島村・物部村の区域をもって発足。
- 1942年（昭和17年）7月1日 - 田村・立田村と合併して日章村が発足。同日三島村廃止。一部（大字物部のうち上岡地区）は野市町に編入。高知海軍航空隊基地（現・高知空港）の建設で人口が激減したことによる。

## 交通

### 鉄道路線
村域を土佐交通線（のちの土佐電気鉄道安芸線）が通過したが、駅は所在しなかった。現在は旧村域を土佐くろしお鉄道阿佐線が通過するが、駅は所在しない。

### 道路
現在は旧村域に高知空港が所在するが、当時は未開港。